# 泰國—巴基斯坦關係
泰國－巴基斯坦關係是指泰王国与巴基斯坦伊斯兰共和国的关系。两国的外交关系始于1951年10月10日。巴基斯坦在曼谷设有大使馆，泰国在巴基斯坦首都伊斯兰堡设有大使馆，此外亦在卡拉奇设有总领事馆。

## 经贸联系
2008年，巴基斯坦和泰国的双边贸易额约7.5亿美元，其中巴基斯坦对泰国出口海鲜、纺织品等，泰国对巴基斯坦出口汽车和化工产品等。
两国投资委员会签署了一项谅解备忘录，并成立了泰国-巴基斯坦商会，以促进两国之间的贸易投资往来。
2013年8月，泰国总理英拉访问巴基斯坦，这是十年来泰国总理首次访问巴基斯坦。

## 人口交流
2008年，赴泰旅游的巴基斯坦人达到63258名，前往巴基斯坦旅游的泰国人则有2618名。曼谷亚洲理工学院约有120名巴基斯坦学生，也有数百名泰国穆斯林学生在巴基斯坦的大学里从事宗教学习与研究。

## 国防合作
两国还对国防合作表现出兴趣，并曾举行了高级别会议。巴基斯坦兵工廠（POF）向泰国出口不同类型的弹药，包括炮弹、引信等。